# Isaac Sackey
Pour les articles homonymes, voir Sackey.
Isaac Sackey, né le 4 avril 1994 à Tema au Ghana, est un footballeur international ghanéen, qui évolue au poste de milieu défensif à Al-Batin.

## Biographie

### Jeunesse
Isaac Sackey naît le 4 avril 1994 à Tema, à 25 kilomètres de la capitale du Ghana, Accra. Il commence sa formation au Liberty Professionals, club basé à Accra.

### En club
Le 21 septembre 2012, Sackey rejoint l'Europe et le club tchèque du Slovan Liberec. Il dispute son premier match avec son nouveau club le 1er mars 2013, lors d'un match de championnat face au FC Vysočina Jihlava (match nul et vierge), en remplaçant Martin Frýdek à cinq minutes du terme. Le 25 juillet 2013, il dispute son premier match européen en qualification à la Ligue Europa face au Skonto Riga. Le Slovan Liberec se qualifie en phase de poules de C3. Il dispute son premier match de groupes le 19 septembre sur le terrain du SC Fribourg (2-2). Lors de cette saison 2013-2014, Isaac Sackey devient un titulaire au club. Lors des saisons suivantes, il voit son temps de jeu diminuer.
Le 2 août 2016, il rejoint le club turc de l'Alanyaspor. Il dispute son premier match sous ses nouvelles couleurs le 20 août 2016 en championnat en déplacement au Beşiktaş JK (défaite 4-0). Lors de ses deux premières saisons au club, Sackey est un titulaire important, puis voit son année 2018-2019 gênée par les blessures. Le 29 avril 2019, au retour d'un match sur le terrain de Kayserispor, le club d'Alanyaspor fait rentrer ses joueurs dans divers cars, et celui de Sackey est victime d'un accident qui mènera à la mort de son coéquipier Josef Šural, que Sackey connaissait depuis sa période au Slovan Liberec,. Sackey se sortira de l'accident avec une fracture de la main droite.
Le 31 août 2019, il est prêté pour une saison au Denizlispor, promu en première division turque. Il dispute la saison en tant que titulaire.
Le 25 août 2020, il rejoint pour deux saisons le promu Hatayspor. Il n'est qu'occasionnellement titulaire lors de sa première saison.

## Palmarès
Slovan Liberec
- Coupe de Tchéquie (1) :
  - Vainqueur : 2014-15.